# 266
El 266 (CCLXVI) fou un any comú començat en dilluns del calendari julià.

## Esdeveniments
- El rei Odenat de Palmira envaeix l'Imperi Sassànida amb la intenció de conquerir-ne la capital, Ctesifont. Malgrat que arriba a plantar-se davant de les muralles de la ciutat dues vegades, no aconsegueix capturar-la. Tanmateix, es proclama a si mateix «rei de reis».